# Caripeta latiorata
Caripeta latiorata är en fjärilsart som beskrevs av Walker 1862. Caripeta latiorata ingår i släktet Caripeta och familjen mätare. Inga underarter finns listade i Catalogue of Life.